# Serve della Passione
Le Serve della Passione (in spagnolo Siervas de la Pasión; sigla S.P.) sono un istituto religioso femminile di diritto pontificio.

## Storia
La congregazione fu fondata il 25 ottobre 1886 a Vic da Teresa Gallifa y Palmarola.
In origine le religiose erano chiamate "suore della Visitazione e ancelle del Redentore"; la sede centrale della comunità fu trasferita da Vic a Barcellona nel 1891.
L'istituto fu eretto in congregazione religiosa di diritto diocesano il 6 settembre 1914. e le sue costituzioni furono approvate nel 1926.

## Attività e diffusione
Le suore si dedicano all'assistenza a madri, gestanti, bambini e ostetriche e alla cura dei malati.
Oltre che in Spagna, sono presenti in Camerun e Messico; la sede generalizia è a Barcellona.
Alla fine del 2015 l'istituto contava 81 religiose in 14 case.